# Sternkirche

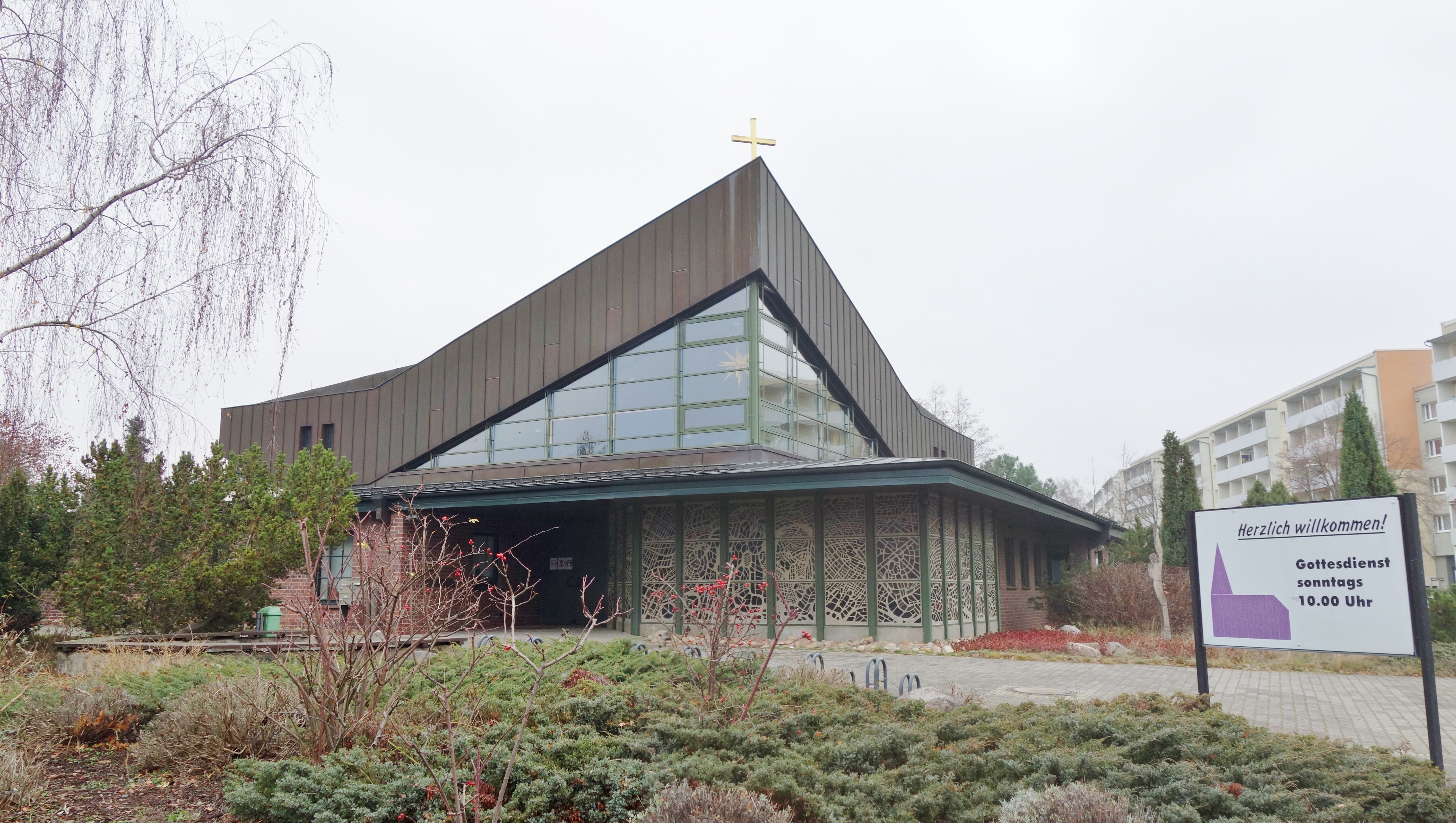
Sternkirche Potsdam (2020)

Die Sternkirche ist ein Kirchen-Zweckbau im Stadtteil Am Stern in Potsdam. Das Bauwerk mit achteckigem Zeltdach beherbergt neben dem Gottesdienstraum Gemeinderäume und wurde 1990 eingeweiht. Das Gemeindezentrum mit der Anschrift Im Schäferfeld 1 gehört zur Evangelischen Kirche Berlin-Brandenburg-schlesische Oberlausitz.

## Geschichte
Das Gemeindezentrum „Sternkirche“ ist ein Bauwerk des Bauprogramms „Kirchen für neue Städte“ aufgrund einer Vereinbarung zwischen der DDR-Regierung und der Evangelischen Kirche in Deutschland. Die Sternkirche zählt wegen des Endes der DDR zu den letzten verwirklichten Bauwerken dieses Programms.
Grundsteinlegung war am 20. April 1987, Einweihung am 27. Januar 1990. Ein technischer Defekt verursachte den Brand am 23. Mai 1997, das Gemeindezentrum brannte fast vollständig aus. Am 13. Dezember 1998 folgte der Festgottesdienst zur Wiedereröffnung.

## Architektur und Ausstattung
Der Name der Kirche bezieht sich nicht eigentlich auf die Bauform, sondern auf den Stadtteil „Am Stern“, der nach dem Wegestern benannt ist, der vor dem Jagdschloss Stern zusammenläuft. Der Außenumriss des Baus ist quadratisch, doch soll der achteckige Kirchensaal mit den angrenzenden Eckräumen an einen achtzackigen Stern erinnern. Er dient somit in religiöser Deutung als Gleichnis zu „Sammlung und Sendung“ als Grundelementen des Gemeindelebens: Sternenartig sind die Herkunftswege der Gemeindeglieder aus allen Himmelsrichtungen zum Ort des Glaubens, zur Feier der christlichen Gemeinschaft. Sternenartig ziehen sie dann von dort als Zeugen und Botschafter in die Welt hinaus.
Künstlerisch ausgestaltet wurde das Gotteshaus von S. Mertens aus Cottbus. So verweist beispielsweise die farbige Glaswand der Tageskapelle, eines kleinen Raums zur Einkehr im Eingangsbereich, auf die Weihnachtsgeschichte: Hirten und Weise, vom Stern geführt, auf dem Weg zur Krippe.
Im Feierraum hinter dem Altar ist ein Relief zu sehen: Der auferstandene Christus begegnet am leeren Grab Maria Magdalena. Es ist die Andeutung eines Kreuzes erkennbar, Senkrechte und Waagerechte verbinden sich im auferstandenen Christus.
Eine kleine Orgel steht in der Nähe von Altar und Lesepult. Sie wurde 1998 von Alexander Schuke aus Potsdam gebaut und verfügt über sieben Register auf einem Manual und Pedal.

## Gemeinde
Die Sternkirche ist der Treffpunkt für evangelische Christen aus Potsdams Wohngebieten „Am Schlaatz“ und „Am Stern“. 2020 wurde das 30-jährige Kirchenjubiläum begangen.

## Varia
- Die Sternkirche ist laut Kirchengemeinde ein Zeichen der Einladung Gottes an die Menschen unserer Zeit: „Da sie den Stern sahen, wurden sie hocherfreut und gingen in das Haus“, heißt es von den Weisen in Bethlehem ((Mt 2,10 Lut); Wort zur Grundsteinlegung am 20. April 1987).[3][4]